# Royal Rumble (2010)
Royal Rumble (2010) foi o 23º evento anual pay-per-view (PPV) de luta livre profissional Royal Rumble produzido pela World Wrestling Entertainment (WWE) Foi realizado para lutadores das marcas Raw, SmackDown e ECW. O evento aconteceu em 31 de janeiro de 2010, na Philips Arena em Atlanta, Geórgia. Como tem sido habitual desde 1993, o vencedor do Royal Rumble recebeu uma luta por um campeonato mundial na WrestleMania daquele ano. Para o evento de 2010, o vencedor recebeu a opção de disputar o Campeonato de WWE do Raw, o Campeonato Mundial dos Pesos Pesados do SmackDown ou o Campeonato da ECW na WrestleMania XXVI - este foi o último Royal Rumble em que o Campeonato da ECW era uma opção, já que a marca ECW era se desfez em fevereiro, também desativando o título, sendo também o último PPV da WWE a incluir a marca ECW.
Seis lutas foram apresentadas no supercard do evento, uma programação de mais de um evento principal. O evento principal foi o Royal Rumble de 2010, que contou com lutadores de todas as três marcas. Edge do SmackDown, o vigésimo nono participante, venceu a luta eliminando por último John Cena do Raw, o décimo nono participante. A luta principal no Raw foi pelo Campeonato da WWE entre o atual campeão Sheamus e Randy Orton, que Sheamus venceu por desqualificação. A luta principal na marca SmackDown foi entre The Undertaker e Rey Mysterio pelo Campeonato Mundial dos Pesos Pesados, que The Undertaker venceu para manter o título. A luta em destaque na marca ECW foi entre Christian e Ezekiel Jackson pelo Campeonato da ECW, que Christian venceu para manter.

## Produção
O Royal Rumble é um pay-per-view anual (PPV), produzido todo mês de janeiro pela World Wrestling Entertainment (WWE) desde 1988. É um dos quatro pay-per-views originais da promoção, junto com WrestleMania, SummerSlam e Survivor Series, apelidado de "Big Four". É nomeado após a luta Royal Rumble, uma batalha real modificada na qual os participantes entram em intervalos cronometrados, em vez de todos começarem no ringue ao mesmo tempo. O evento de 2010 foi o 23º na cronologia do Royal Rumble e estava programado para ser realizado em 31 de janeiro de 2010, na Philips Arena em Atlanta, Geórgia. Apresentava lutadores das marcas Raw, SmackDown e ECW.
A luta Royal Rumble geralmente apresenta 30 lutadores. Tradicionalmente, o vencedor da partida ganha uma luta por um campeonato mundial na WrestleMania daquele ano. Para 2010, o vencedor pode escolher entre lutar pelo Campeonato de WWE do Raw, o Campeonato Mundial dos Pesos Pesados do SmackDown ou o Campeonato da ECW na WrestleMania XXVI.

### Histórias
O card consistia em sete lutas, bem como uma dark match. As lutas resultaram de histórias roteirizadas, onde os lutadores retratavam heróis, vilões ou personagens menos distinguíveis para criar tensão e culminavam em uma luta ou série de lutas. Os resultados foram predeterminados pelos escritores da WWE nas marcas Raw, SmackDown e ECW, com histórias produzidas em seus programas de televisão semanais, Raw, SmackDown e ECW.
Na ECW de 15 de dezembro de 2009, a Gerente Geral Tiffany anunciou uma competição chamada "ECW Homecoming", com o vencedor do torneio enfrentando Christian pelo Campeonato da ECW no Royal Rumble. A primeira rodada do torneio, que consistia de ex-campeões, consistiu de oito lutas individuais. Os vencedores se qualificariam para a "Homecoming Finale" em 12 de janeiro de 2010, na ECW, em uma Battle Royal de oito lutadores. As duas primeiras lutas qualificatórias aconteceram na mesma noite, com Ezekiel Jackson derrotando Vladimir Kozlov e Kane derrotando Zack Ryder. Na ECW de 22 de dezembro, Jack Swagger foi derrotado por Yoshi Tatsu, enquanto Vance Archer avançou no torneio ao derrotar Goldust. Na ECW de 29 de dezembro, Matt Hardy e Evan Bourne derrotaram, respectivamente, Finlay e Mike Knox para se qualificar. As duas vagas finais foram disputados na ECW de 5 de janeiro de 2010, com Shelton Benjamin derrotando Chavo Guerrero e CM Punk derrotando Mark Henry. Ezekiel Jackson venceu a "Homecoming Finale", eliminando, por último, Kane, pelo direito de enfrentar Christian no Royal Rumble.
No Raw de 4 de janeiro, Montel Vontavious Porter derrotou Mark Henry, Carlito e Jack Swagger, tornando-se o desafiante pelo Campeonato dos Estados Unidos de The Miz.
Foi anunciado no website oficial da WWE em 31 de dezembro de 2009, que The Undertaker defenderia o Campeonato Mundial dos Pesos-Pesados no Royal Rumble; o desafiante seria definido em um torneio "Beat the Clock Sprint", uma série de lutas, cujo vencedor com o menor tempo é declarado desafiante pelo título. O torneio aconteceu no SmackDown de 1 de janeiro de 2010, com a participação de CM Punk, Kane, Chris Jericho, Rey Mysterio, Dolph Ziggler, R-Truth, Matt Hardy e Batista. CM Punk derrotou Matt Hardy na primeira luta, com o tempo de 7:20. A luta seguinte, entre Kane e Ziggler, foi mais longo que o tempo de Punk. Jericho foi derrotado por Mysterio em 7:19. Mysterio interferiu na luta entre Batista e R-Truth, os impedindo de alcançar seu tempo. Assim, Mysterio tornou-se o desafiante pelo título de Undertaker. A consultora Vickie Guerrero anunciou, no entanto, que Mysterio deveria derrotar Batista na semana seguinte para definir o desafiante. Batista venceu o combate. A revanche entre os dois aconteceu no SmackDown de 8 de janeiro. A luta acabou sem vencedor devido à incapacitação dos dois. Outra revanche aconteceu na semana seguinte, em uma jaula de ferro, com Mysterio vencendo e novamente conquistando o direito de enfrentar Undertaker no Royal Rumble.
A luta principal do Raw foi determinada em 11 de janeiro de 2010, com o apresentador convidado Mike Tyson anunciou que o vencedor de uma luta entre John Cena, Kofi Kingston e Randy Orton na mesma noite enfrentaria Sheamus no Royal Rumble pelo Campeonato da WWE. Orton venceu o combate com a ajuda de Cody Rhodes e Ted DiBiase.
Desde novembro de 2009, a Campeã Feminina Michelle McCool havia insultado Mickie James por um suposto problema de peso. As duas se enfrentaram no TLC: Tables, Ladders & Chairs, com McCool vencendo e continuando a insultar James. James confrontou McCool no SmackDown de 15 de janeiro, sendo atacada. No mesmo dia, foi confirmado que McCool defenderia o título contra James no Royal Rumble.

## Evento
| Função:                     | Nome:                   |
| --------------------------- | ----------------------- |
| Comentaristas em inglês     | Michael Cole            |
| Comentaristas em inglês     | Jerry Lawler            |
| Comentaristas em inglês     | Matt Striker            |
| Comentaristas em espanhol   | Carlos Cabrera          |
| Comentaristas em espanhol   | Hugo Savinovich         |
| Anunciadores de ringue      | Tony Chimel (SmackDown) |
| Anunciadores de ringue      | Justin Roberts (Raw)    |
| Anunciadores de ringue      | Savannah (ECW)          |
| Entrevistador de bastidores | Josh Mathews            |
| Árbitros                    | Charles Robinson        |
| Árbitros                    | Mike Chioda             |
| Árbitros                    | John Cone               |
| Árbitros                    | Jack Doan               |
| Árbitros                    | Aaron Mahoney           |
| Árbitros                    | Chad Patton             |

Antes do evento ser transmitido ao vivo em pay-per-view, ocorreu uma luta não televisionada na qual Gail Kim, Kelly Kelly, Eve Torres e Bella Twins (Nikki e Brie) derrotaram Maryse, Katie Lea Burchill, Jillian Hall, Alicia Fox e Natalya em uma luta de duplas de 10 divas.

### Lutas preliminares
O evento abriu com Christian defendendo o Campeonato da ECW contra Ezekiel Jackson, que foi acompanhado por William Regal. Regal tentou interferir, mas o árbitro percebeu, expulsando Regal do ringue. Christian executou o Killswitch em Jackson para manter o título.
Em seguida, The Miz defendeu o Campeonato dos Estados Unidos contra Montel Vontavious Porter, com Theodore Long reservado em um segmento de bastidores. Depois que MVP perseguiu Miz no ringue, Miz o prendeu com um small package para manter o título.

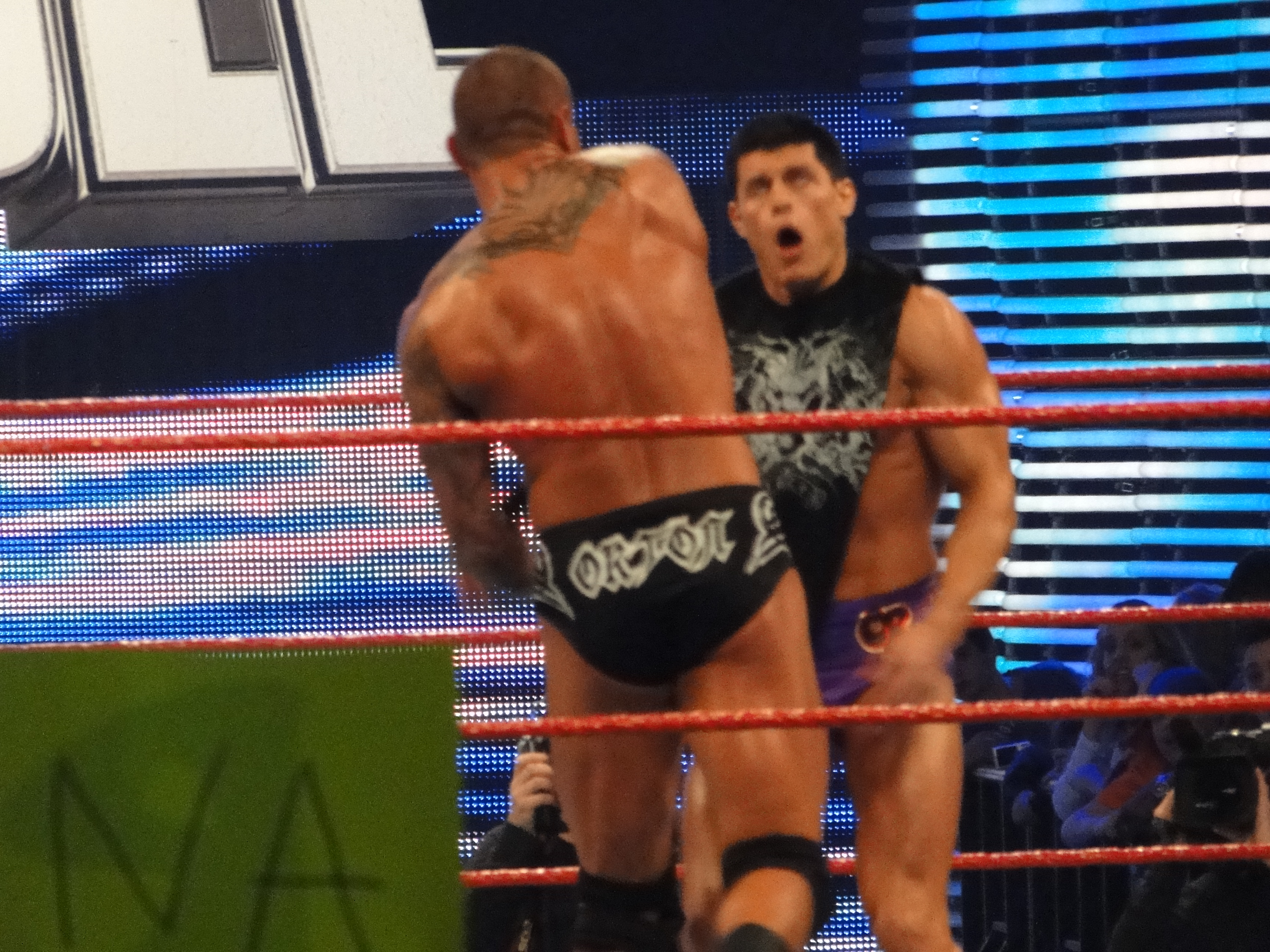
Randy Orton atacando Cody Rhodes, após a interferência de Rhodes resultar na desqualificação de Orton durante sua luta pelo Campeonato da WWE.

Depois disso, Sheamus defendeu o Campeonato da WWE contra Randy Orton. Sheamus dominou a maior parte da lluta, mirando o braço esquerdo de Orton. Sheamus tentou Pale Justice em Orton, mas Orton respondeu com um Rope Hung DDT. Orton fez o pin em Sheamus, mas Sheamus tocou a corda inferior, anulando. Orton tentou um chute em Sheamus, mas Sheamus rebateu e mirou no braço esquerdo de Orton. Cody Rhodes interferiu e atacou Sheamus, o que significa que Sheamus manteve o título por desqualificação. Após o combate, Orton confrontou e atacou Rhodes. Ted DiBiase saiu, mas também foi atacado por Orton. Sheamus atacou Orton com um Brogue Kick e comemorou sua vitória.
Em seguida, Michelle McCool defendeu o Campeonato Feminino da WWE contra Mickie James. McCool estava acompanhado por Layla. Antes da partida começar, McCool provocou James chamando-a de "Piggy James" e Layla usava um terno gordo para zombar de James. Quando a luta começou, "Piggy James" Layla tentou atacar o verdadeiro James, mas McCool acidentalmente executou um Big Boot em Layla. James aproveitou e executou um Mickie DDT para ganhar o título.
A quinta luta contou com The Undertaker defendendo o Campeonato Mundial dos Pesos Pesados contra Rey Mysterio. Depois de contra-atacar um Last Ride, Mysterio executou dois 619s em Undertaker. Mysterio tentou um West Coast Pop, mas Undertaker pegou Mysterio e executou um Last Ride para manter o título.

### Evento principal

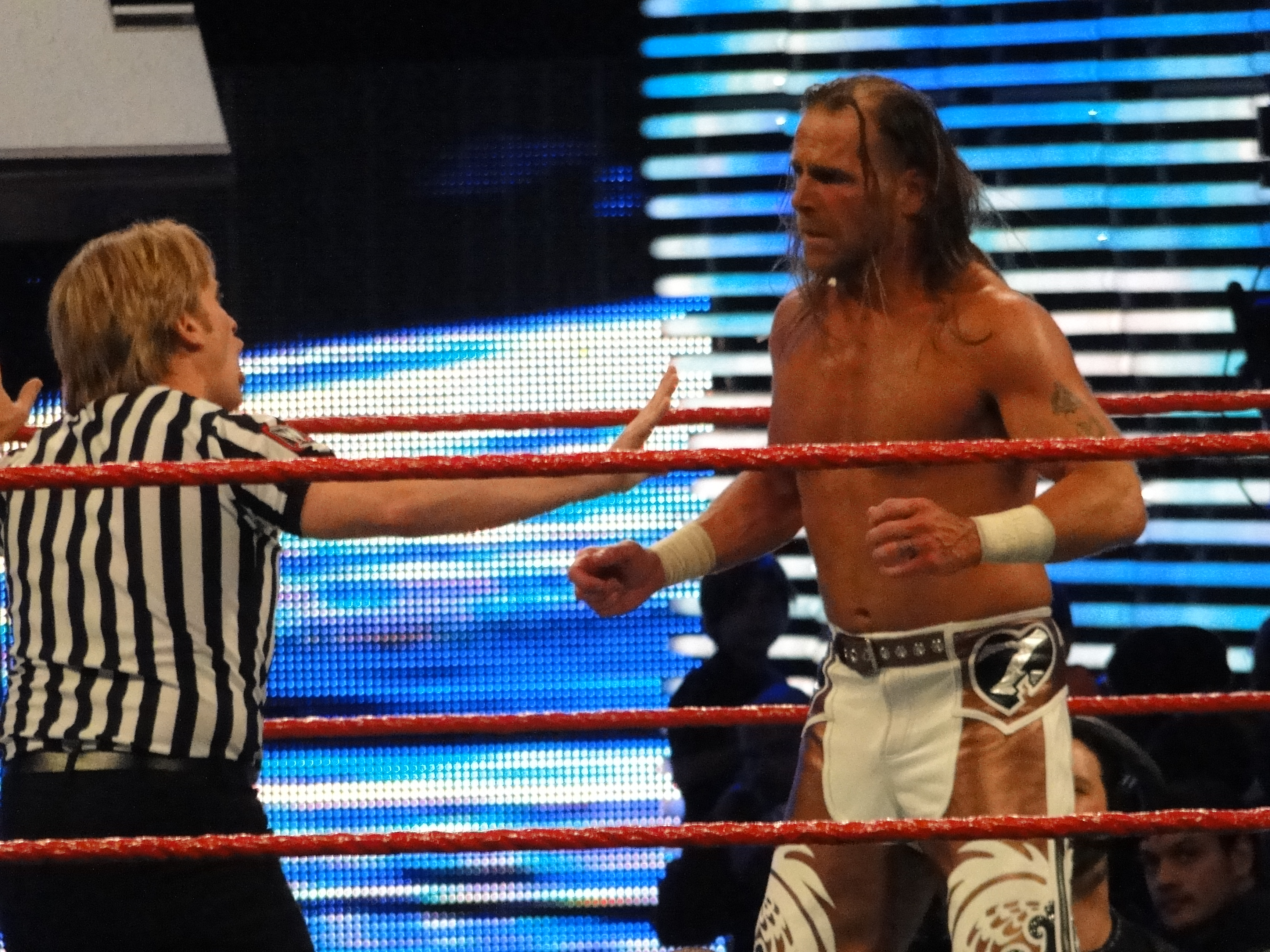
Shawn Michaels depois que foi eliminado da luta Royal Rumble

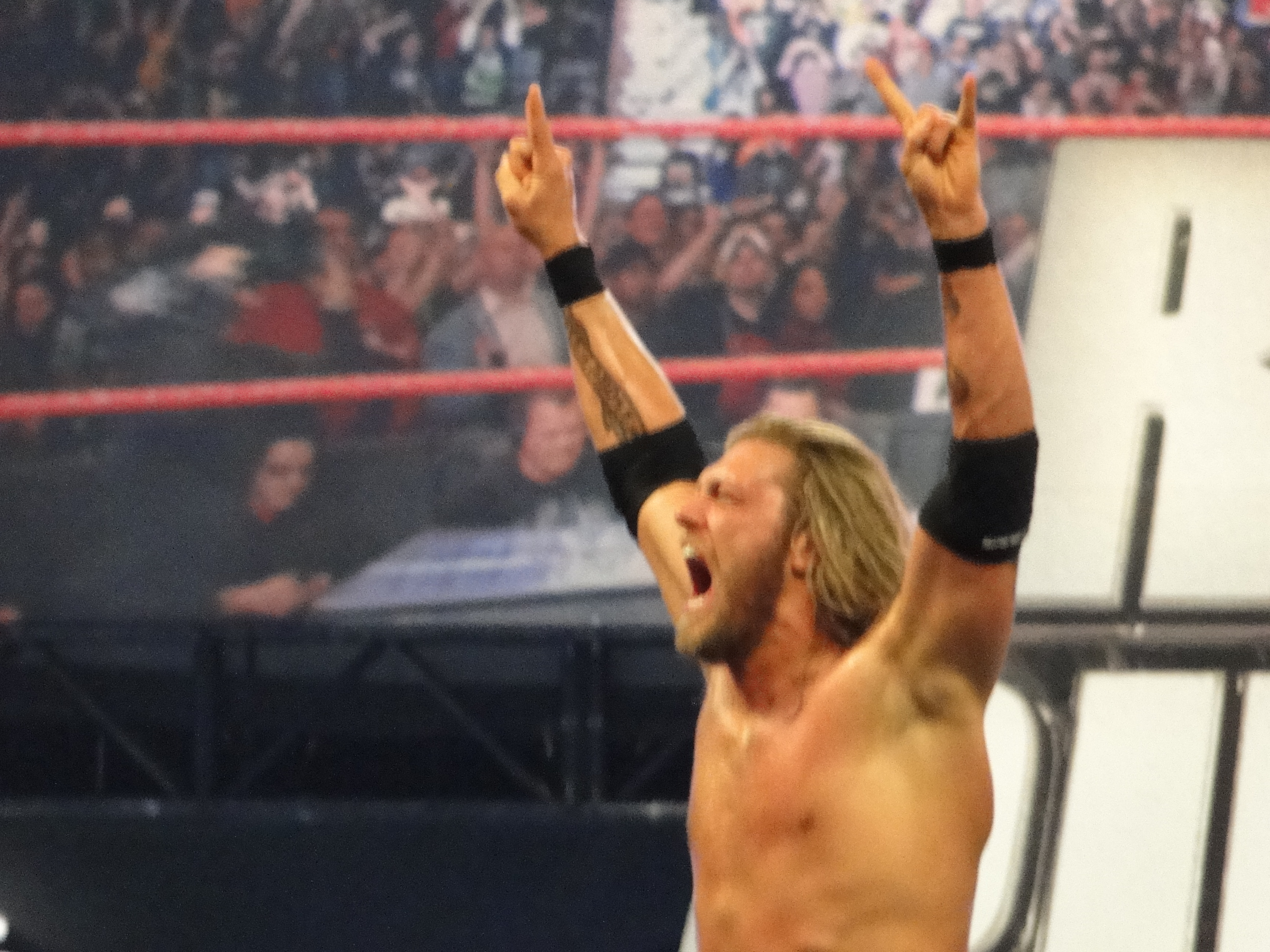
Edge depois de vencer a luta Royal Rumble

O evento principal foi a luta Royal Rumble. Dolph Ziggler e Evan Bourne, os dois primeiros participantes, foram rapidamente eliminados pelo Nº3 participante CM Punk. Depois de eliminar os dois, Punk começou a falar no microfone, se gabando de sua intenção de vencer a partida. Punk eliminou o Nº4 participante, JTG, antes de ser parado por The Great Khali, o Nº5 participante. O Nº6 participante a entrar na luta foi a WWE Diva Beth Phoenix, que se tornou apenas a segunda WWE Diva a participar de um Royal Rumble, depois de Chyna. Phoenix eliminou Khali puxando-o por cima da corda enquanto o beijava, mas foi eliminado por Punk imediatamente depois. Punk também eliminou Zack Ryder. Triple H entrou como Nº8 e rapidamente começou a dominar a partida. Montel Vontavious Porter, o Nº14 participante, foi atacado por The Miz durante sua entrada no ringue e levado aos bastidores pela equipe médica sem entrar na luta. The Miz entrou no Nº16, mas Porter voltou para a luta e eliminou a si mesmo e The Miz. A outra metade da D-Generation X, Shawn Michaels, entrou em Nº18 e ele e Triple H eliminaram todos os outros competidores da luta, deixando a si mesmos. Michaels e Triple H foram imediatamente acompanhados pelo Nº19 participante, John Cena. Depois que Triple H foi atacado por Cena, Michaels executou um "Sweet Chin Music" (superkick) em Triple H e o eliminou. Chris Jericho entrou no ringue como o participante Nº28. Edge, o Nº29 participante, entrou, retornando após um hiato de seis meses devido a uma lesão. Edge atacou Jericho, Michaels e Cena antes de eliminar Jericho. Batista foi o último participante da luta, entrando como Nº30. Batista eliminou Michaels, que tentou voltar à luta, mas foi impedido. Cena eliminou Batista e Edge eliminou Cena para vencer a luta. Ao fazer isso, Edge ganharia o novo recorde de passar o menor tempo na luta antes de vencê-la. Ele ficou na luta por 7 minutos e 37 segundos, superando o recorde anterior estabelecido por Cena por 51 segundos. Esse recorde durou 12 anos até ser quebrado por Brock Lesnar em 2022.

## Recepção
O Royal Rumble recebeu críticas geralmente positivas dos críticos. O evento rendeu 462.000 compras de pay-per-view, um aumento de 12.000 comparado ao Royal Rumble de 2009.

## Após o evento
Depois de não vencer a luta Royal Rumble e perder uma luta de qualificação da Elimination Chamber para Randy Orton, Shawn Michaels custou a The Undertaker o Campeonato Mundial dos Pesos Pesados contra Chris Jericho na luta Elimination Chamber do SmackDown no Elimination Chamber. Como resultado, Michaels desafiou Undertaker para uma revanche de sua luta WrestleMania XXV na WrestleMania XXVI. Undertaker concordou com o termo que se Michaels perdesse, ele se aposentaria do wrestling profissional. Foi adicionada uma estipulação de que a partida seria disputada sem desqualificações e sem contagens. Na WrestleMania, Undertaker derrotou Michaels para estender sua sequência de vitórias na WrestleMania para 18-0 e Michaels foi forçado a se aposentar.
Como resultado de vencer a luta Royal Rumble de 2010, Edge ganhou a oportunidade de lutar por um campeonato mundial de sua escolha na WrestleMania XXVI. Depois que Chris Jericho ganhou o Campeonato Mundial dos Pesos Pesados de The Undertaker na luta Elimination Chamber no Elimination Chamber, Edge anunciou que iria lutar com Jericho, com quem Edge dividiu o WWE Undisputed Tag Team Championships no momento de sua lesão, por o título. Na WrestleMania, Jericho derrotou Edge para manter o título. Após a luta, Edge ficaria frustrado, lançando Chris Jericho através da barricada no processo no ringue. A rivalidade terminou depois que Edge derrotou Jericho em uma luta Steel Cage no Extreme Rules.
John Cena eliminou Batista da luta Royal Rumble, que iniciou um conflito entre Batista e Cena. No Raw de 1º de fevereiro, Cena resgatou Bret Hart de um ataque de Batista e Vince McMahon. Depois que o show terminou, Cena tentou ajudar Hart, mas foi atacado por Batista. Na Elimination Chamber, Cena ganhou o Campeonato da WWE de Sheamus em uma luta Elimination Chamber. Após a luta, McMahon ordenou que Cena defendesse o título contra Batista. Batista derrotou Cena para ganhar o Campeonato da WWE. Na WrestleMania XXVI, Cena derrotou Batista para recuperar o Campeonato da WWE. Cena manteria o título contra Batista em uma luta Last Man Standing no Extreme Rules e em uma luta "I Quit" no Over the Limit, o que forçou Batista a sair da WWE.
Após o Royal Rumble, Christian e Ezekiel Jackson continuaram a rivalizar pelo Campeonato da ECW. Em 2 de fevereiro, no entanto, o presidente da WWE, Vince McMahon, anunciou que a ECW sairia do ar e iria ao ar seu episódio final em 16 de fevereiro. No episódio final da ECW, Jackson, com a ajuda de William Regal, derrotou Christian em uma luta Extreme Rules para se tornar o campeão final da ECW. Posteriormente, a marca ECW foi descontinuada, posteriormente aposentando o campeonato. Este, por sua vez, seria o último Royal Rumble em que três títulos eram uma opção para o vencedor do Rumble até 2020.

## Resultados
| Nº                                          | Resultados | Estipulações                                                              | Tempo |
| ------------------------------------------- | --- | ------------------------------------------------------------------------- | ----- |
| Dark                                        | Kelly Kelly, Gail Kim, Eve Torres e The Bella Twins (Nikki e Brie) derrotaram Alicia Fox, Natalya, Maryse, Jillian e Katie Lea Burchill | Luta de quintetos                                                         | N/A   |
| 1                                           | Christian (c) derrotou Ezekiel Jackson (com William Regal)                                                                              | Luta individual pelo Campeonato da ECW                                    | 11:59 |
| 2                                           | The Miz (c) derrotou Montel Vontavious Porter                                                                                           | Luta individual pelo Campeonato dos Estados Unidos                        | 7:30  |
| 3                                           | Sheamus (c) derrotou Randy Orton por desqualificação                                                                                    | Luta individual pelo Campeonato da WWE                                    | 12:24 |
| 4                                           | Mickie James derrotou Michelle McCool (c)                                                                                               | Luta individual pelo Campeonato Feminino da WWE                           | 0:20  |
| 5                                           | The Undertaker (c) derrotou Rey Mysterio                                                                                                | Luta individual pelo Campeonato Mundial dos Pesos Pesados                 | 11:09 |
| 6                                           | Edge venceu ao eliminar por último John Cena                                                                                            | Luta Royal Rumble por uma luta por um título mundial no WrestleMania XXVI | 49:24 |
| (c) – Refere-se aos campeões antes da luta. | |                                                                           |       |

### Entradas e eliminações da luta Royal Rumble
– Raw
     – SmackDown
     – ECW
     – Vencedor
| Nº | Lutador                  | Marca     | Ordem | Eliminado por             | Tempo | Eliminações |
| -- | ------------------------ | --------- | ----- | ------------------------- | ----- | ----------- |
| 1  | Dolph Ziggler            | SmackDown | 2     | CM Punk                   | 02:29 | 0           |
| 2  | Evan Bourne              | Raw       | 1     | CM Punk                   | 02:26 | 0           |
| 3  | CM Punk                  | SmackDown | 7     | Triple H                  | 10:04 | 5           |
| 4  | JTG                      | SmackDown | 3     | CM Punk                   | 00:25 | 0           |
| 5  | The Great Khali          | SmackDown | 4     | Beth Phoenix              | 01:37 | 0           |
| 6  | Beth Phoenix             | SmackDown | 5     | CM Punk                   | 01:39 | 1           |
| 7  | Zack Ryder               | ECW       | 6     | CM Punk                   | 00:32 | 0           |
| 8  | Triple H                 | Raw       | 17    | Shawn Michaels            | 17:55 | 3           |
| 9  | Drew McIntyre            | SmackDown | 16    | Shawn Michaels & Triple H | 14:43 | 0           |
| 10 | Ted DiBiase              | Raw       | 14    | Shawn Michaels            | 13:40 | 0           |
| 11 | John Morrison            | SmackDown | 15    | Shawn Michaels            | 11:37 | 0           |
| 12 | Kane                     | SmackDown | 11    | Triple H                  | 08:59 | 1           |
| 13 | Cody Rhodes              | Raw       | 13    | Shawn Michaels            | 08:54 | 0           |
| 14 | Montel Vontavious Porter | Raw       | 8     | Himself1                  | 00:07 | 2           |
| 15 | Carlito                  | Raw       | 12    | Shawn Michaels            | 05:09 | 0           |
| 16 | The Miz                  | Raw       | 9     | Montel Vontavious Porter1 | 00:17 | 0           |
| 17 | Matt Hardy               | SmackDown | 10    | Kane                      | 00:20 | 0           |
| 18 | Shawn Michaels           | Raw       | 27    | Batista                   | 25:45 | 6           |
| 19 | John Cena                | Raw       | 29    | Edge                      | 27:11 | 4           |
| 20 | Shelton Benjamin         | ECW       | 18    | John Cena                 | 00:48 | 0           |
| 21 | Yoshi Tatsu              | ECW       | 19    | John Cena                 | 00:29 | 0           |
| 22 | Big Show                 | Raw       | 22    | R-Truth                   | 05:04 | 1           |
| 23 | Mark Henry               | Raw       | 21    | R-Truth                   | 03:09 | 0           |
| 24 | Chris Masters            | Raw       | 20    | Big Show                  | 00:29 | 0           |
| 25 | R-Truth                  | SmackDown | 24    | Kofi Kingston             | 04:22 | 2           |
| 26 | Jack Swagger             | Raw       | 23    | Kofi Kingston             | 02:06 | 0           |
| 27 | Kofi Kingston            | Raw       | 25    | John Cena                 | 03:09 | 2           |
| 28 | Chris Jericho            | SmackDown | 26    | Edge                      | 02:24 | 0           |
| 29 | Edge                     | SmackDown | —     | Vencedor                  | 07:37 | 2           |
| 30 | Batista                  | SmackDown | 28    | John Cena                 | 05:24 | 1           |

- 1 – MVP foi atacado por The Miz durante sua entrada, mas depois entrou na luta logo após a entrada de Miz e eliminou ele e Miz da luta.